# Garganta de la Garbanza
La garganta de la Garbanza, o de la Herguijuela, es un curso de agua de la península ibérica, afluente del Tormes por la derecha. Discurre por la provincia española de Ávila.

## Descripción
Se trata del afluente por la derecha más caudaloso, si bien no más largo, en la provincia de Ávila del río Tormes, en el que desemboca entre Navacepeda y Navalperal. La dirección del curso es casi de norte a sur. Tiene su origen en la unión de la sierra de Villafranca y la loma de la Cañada Alta, a cerca de 2000 metros de altitud, y pasa por los alrededores de La Herguijuela. Recoge por ambos lados en su curso las aguas de varias arroyos, entre los que Martín Donayre cita el Campanitas, el Gargantilla y el de los Cortos.
Perteneciente a la cuenca hidrográfica del Duero, sus aguas acaban vertidas en el océano Atlántico.